# 上野裕平
上野 裕平（うえの ゆうへい、1978年12月25日 - ）は、石川県金沢市出身の元プロ野球選手。現在は、読売ジャイアンツの広報を務める。

## 経歴

### プロ入り前
小学5年生で捕手として野球を始め、中学では三塁手。金沢辰巳丘高校でエースとなり、卒業後は立教大学へ進学。県内でも甲子園準優勝投手であった星稜高校の山本省吾（慶大-近鉄等）らとともに注目され高校卒業時はドラフト1位候補と言われ、巨人がドラフト2位で獲得を狙っていたという噂もあったがプロ入りを拒否。
東京六大学野球では通算12勝13敗。大学3年の1999年秋、4勝をあげ1年多田野数人とともに17季ぶりの優勝に貢献してベストナインとなる。大学4年の2000年には通算20勝を期待されていたが、春に肩を故障し出遅れ、結局3勝にとどまった。各球団が手を引いた中で巨人だけがマークを続けており、同年のドラフト2位（逆指名）で入団。立教大学野球部の選手が社会人野球等を経由せず直接プロ入りするのは1988年の矢作公一以来12年ぶりであり、巨人への入団は1972年の横山忠夫以来29年ぶりであった。

### プロ入り後
2001年8月8日に1軍登録される。リリーフで初登板、初奪三振を記録するも、2002年の自主トレ中に右足膝蓋腱痛を起こした後、夏には右肘に激痛が走り、右肘側副靭帯の部分断裂と診断される。オフの12月3日に手術。復帰を目指してリハビリを続けた。
2004年8月25日、イースタン・リーグ・千葉ロッテマリーンズ戦で手術後初登板を果たす。翌日、右肘には手術する前と同じくらいの激痛があり、日常生活にも支障をきたすほどになっていた。「明日には痛みが引くかもしれない」と淡い期待を抱きながら契約更改を延期、球団との話し合いを重ねながら自主トレに励んだ。しかし右肘は悲鳴を上げ続け、迷った末に2005年1月16日に引退を決断。19日に任意引退選手公示された。
度重なる故障に見舞われながらもひたむきに練習に取り組む上野の姿を見ていた球団は、スコアラーとしてチームに残留することを勧め、スコアラーの道を選んだ。「すごくありがたい話だった。今まで野球しかやってこなかったから、引退しても野球に関わる仕事に就きたいと思っていた」と語っている。スコアラー→広報→データ分析室→育成ディレクター兼医療コンディショニング室長補佐を歴任し、2020年8月1日付けで広報に復帰異動。2024年現在は統括部次長監督付。

## 詳細情報

### 年度別投手成績
| 年 度     | 球 団     | 登 板 | 先 発 | 完 投 | 完 封 | 無 四 球 | 勝 利 | 敗 戦 | セ 丨 ブ | ホ 丨 ル ド | 勝 率 | 打 者 | 投 球 回 | 被 安 打 | 被 本 塁 打 | 与 四 球 | 敬 遠 | 与 死 球 | 奪 三 振 | 暴 投 | ボ 丨 ク | 失 点 | 自 責 点 | 防 御 率 | W H I P |
| --------- | --------- | ----- | ----- | ----- | ----- | -------- | ----- | ----- | -------- | ----------- | ----- | ----- | -------- | -------- | ----------- | -------- | ----- | -------- | -------- | ----- | -------- | ----- | -------- | -------- | ------- |
| 2001      | 巨人      | 1     | 0     | 0     | 0     | 0        | 0     | 0     | 0        | --          | ----  | 6     | 1.0      | 0        | 0           | 2        | 0     | 0        | 1        | 0     | 0        | 1     | 0        | 0.00     | 2.00    |
| 通算：1年 | 通算：1年 | 1     | 0     | 0     | 0     | 0        | 0     | 0     | 0        | --          | ----  | 6     | 1.0      | 0        | 0           | 2        | 0     | 0        | 1        | 0     | 0        | 1     | 0        | 0.00     | 2.00    |

### 記録
- 初登板：2001年8月8日、対阪神タイガース20回戦（東京ドーム）、8回表に4番手で救援登板、1回1失点（自責点0）
- 初奪三振：同上、8回表に濱中おさむから見逃し三振

### 背番号
- 29 （2001年）
- 31 （2002年）
- 67 （2003年 - 2004年）